# روسش فريفالدز
روسش فريفالدز (باللاتفية: Rūsiņš Mārtiņš Freivalds) (و. 1942 – 2016 م) هو رياضياتي، وعالِم حاسب آلي من لاتفيا . ولد في سيسفين .
وهو عضو في الأكاديمية اللاتفية للعلوم .
توفي في ريغا .

## التعليم
تعلم في جامعة نوفوسيبيرسك الحكومية، وجامعة موسكو الحكومية

## جوائز
حصل على جوائز منها:
- Eižens Āriņš award (2000).